# Amos Kilbourne
Amos Kilbourne (1881 - 1940) là một cầu thủ bóng đá chuyên nghiệp người Anh thi đấu ở vị trí tiền đạo.